# Castilleja mendocinensis
Castilleja mendocinensis là loài thực vật có hoa thuộc họ Cỏ chổi. Loài này được (Eastw.) Pennell mô tả khoa học đầu tiên năm 1947.